# Giro del Friül-Venècia Júlia
El Giro del Friül-Venècia Júlia és una competició ciclista per etapes que es disputa a la regió de Friül - Venècia Júlia (Itàlia). La primera edició data del 1962, i el 2006 va entrar a formar part del calendari de l'UCI Europa Tour.

## Palmarès

### Fins al 2002
| - 1962: Giovanni De Franceschi - 1963: Felice Gimondi - 1964: Giovanni De Franceschi - 1965: Marino Basso - 1966: Giuseppe Bolzan - 1967: Emilio Santantonio - 1968: Giorgio Mantovani - 1969: Alessio Peccolo - 1970: Tommaso Giroli - 1971: Giovanni Dalla Bona - 1972: Alessio Peccolo - 1973: Alfredo Chinetti - 1974: Mario Gualdi - 1975: Philip Edwards | - 1976: No disputat degut al Terratrèmol del Friül - 1977: Claudio Corti - 1978: Tullio Bertacco - 1979: Claudio Gosetto - 1980: Maurizio Piovani - 1981: Claudio Argentin - 1982: Massimo Saccani - 1983: Maurizio Bonizzatto - 1984: Claudio Chiappucci - 1985: Bruno Bulić - 1986: Federico Longo - 1987: Ivan Parolin - 1988: Gianluca Zanini - 1989: Carlo Benigni - 1990: Vincenzo Galati | - 1991: Gilberto Simoni - 1992: Cristian Zanolini - 1993: Gilberto Simoni - 1994: Rudy Mosole - 1995: Marco Fincato - 1996: Rodolfo Ongarato - 1997: Rodolfo Ongarato - 1998: Danilo Di Luca - 1999: Aleksandar Nikačević - 2000: Raffaele Ferrara - 2001: Ruslan Pidhornyj - 2002: Luca Solari |

### A partir del 2003
| Any                    | Vencedor             | Segon             | Tercer                  |
| ---------------------- | -------------------- | ----------------- | ----------------------- |
| 2003                   | Ruslan Pidhornyj     | Alessandro Ballan | Maksym Rudenko          |
| 2004                   | Matej Mugerli        | Hrvoje Miholjević | Paolo Bailetti          |
| 2005                   | No disputat          |                   |                         |
| 2006                   | Boris Špilevskij     | Gianluca Coletta  | Darwin Urrea            |
| 2007                   | Aleksandr Filipov    | Vladimir Kerkez   | Simone Stortoni         |
| 2008                   | Hrvoje Miholjević    | Robert Vrečer     | Luca Gasparini          |
| 2009                   | Gianluca Brambilla   | Pavel Kochetkov   | Giuseppe Pecoraro       |
| 2010                   | Vegard Stake Laengen | Carlos Manarelli  | Matteo Busato           |
| 2011                   | Matteo Busato        | Carmelo Panto     | Axel Domont             |
| 2012                   | Diego Rosa           | Bob Jungels       | Edoardo Zardini         |
| 2013                   | Jan Polanc           | Daniele Dall'Oste | Ivan Rovni              |
| 2014                   | Simone Antonini      | David Wöhrer      | Rasmus Christian Quaade |
| 2015                   | Gaëtan Bille         | Stephan Rabitsch  | Colin Stüssi            |
| 2015-2017. No disputat |                      |                   |                         |
| 2018                   | Tadej Pogačar        | Dmitry Sokolov    | Andrea Di Renzo         |
| 2019                   | Clément Champoussin  | Mattia Bais       | Simon Pellaud           |
| 2020                   | Andreas Leknessund   | Alexis Guérin     | Roger Adrià             |
| 2021                   | Jonas Rapp           | José Félix Parra  | Antonio Puppio          |
| 2022                   | Emiel Verstrynge     | Nicolò Buratti    | Davide Toneatti         |
| 2023                   | Francesco Galimberti | Raffaele Mosca    | Owen Geleijn            |
| 2024                   | Jørgen Nordhagen     | Giulio Pellizzari | Pablo Torres            |